# Ligne principale Kagoshima
La ligne principale Kagoshima (鹿児島本線, Kagoshima-honsen) est une ligne ferroviaire traversant l'île de Kyūshū au Japon. Exploitée par les compagnies JR Kyushu et JR Freight, elle relie la gare de Mojikō à Kitakyūshū à la gare de Kagoshima. Cependant la section entre Yatsushiro et Sendai a été transférée en 2004 à la compagnie privée Hisatsu Orange Railway à la suite de l'ouverture de la ligne Shinkansen Kyūshū.

## Histoire
La section entre Mojikō et Kumamoto est ouverte par les chemins de fer de Kyūshū (九州鉄道, Kyūshū Tetsudō) entre 1889 et 1891. La ligne est ensuite prolongée à Yatsushiro en 1896. En 1907, les chemins de fer de Kyūshū sont nationalisés.
Au sud, la ligne de Kagoshima à Hayato (qui fait maintenant partie de la ligne principale Nippō) est ouverte en 1901 en tant que partie de la ligne Hisatsu. La section de Hayato à Yoshimatsu de la ligne Hisatsu est ouverte en 1903, la section de Yatsushiro à Hitoyoshi en 1908 et la section de Hitoyoshi à Yoshimatsu en 1909, assurant la liaison originale de Kagoshima à Yatsushiro.
La section Kagoshima-Sendai est ouverte entre 1913 et 1914, et la section Sendai-Yatsushiro entre 1922 et 1927, date à laquelle cette ligne a remplacé la ligne Hisatsu pour devenir la partie sud de la ligne principale Kagoshima.
Le 13 mars 2004, la portion de ligne entre Yatsushiro et Sendai est transférée à la compagnie Hisatsu Orange Railway, qui l’exploite sous le nom de ligne Hisatsu Orange Railway.

## Caractéristiques

### Ligne
- Ecartement : 1 067 mm
- Alimentation : 20 000 V-60 Hz par caténaire
- Nombre de voies :
  - Quadruple voie : Moji - Orio
  - Triple voie : Yoshizuka - Hakata
  - Double voie : Mojikō - Moji, Orio - Yoshizuka, Hakata - Yatsushiro, Higashi-Ichiki - Kagoshima
  - Voie unique : Sendai - Higashi-Ichiki

### Liste des gares

#### Section Mojikō – Arao

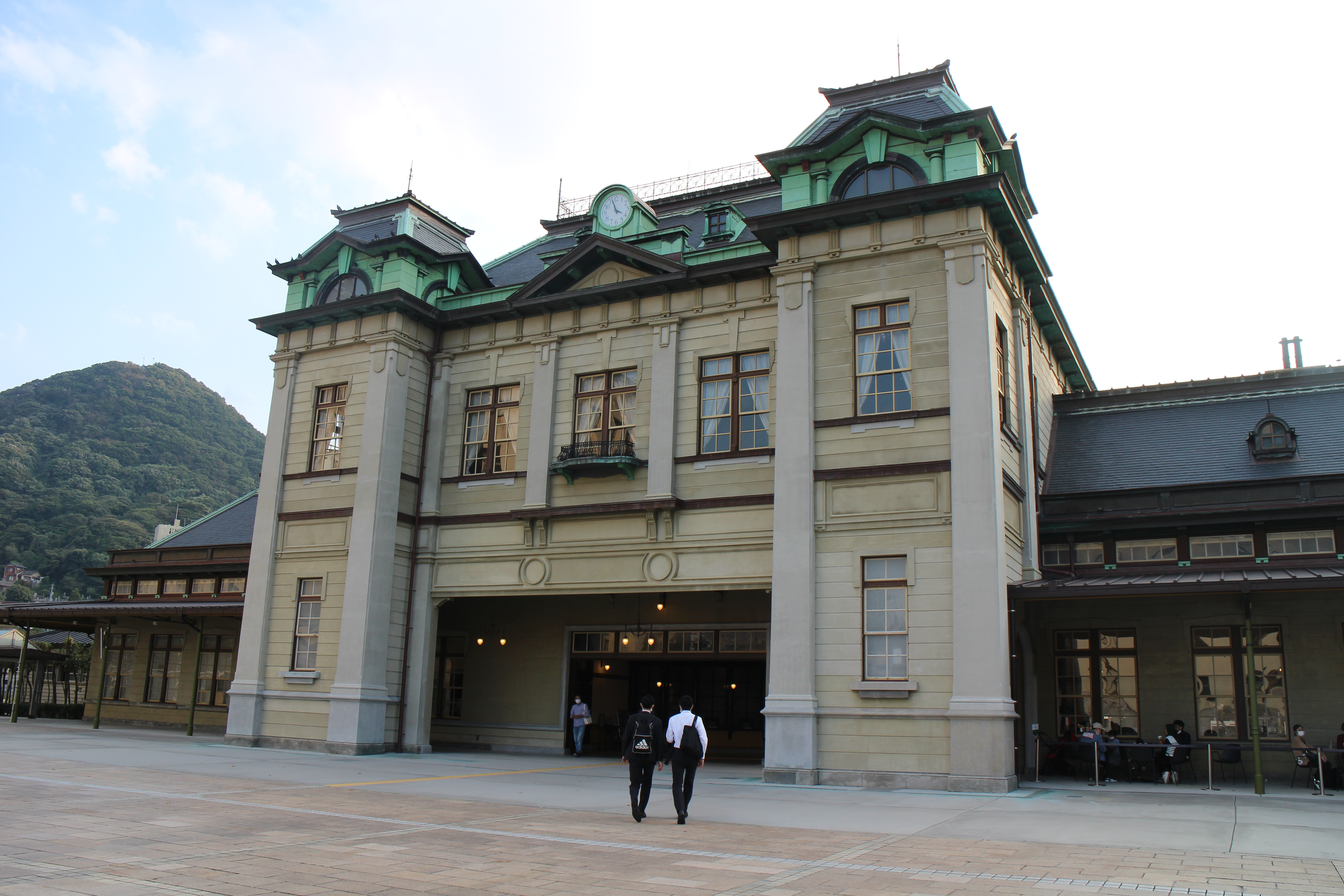
La gare de Mojikō

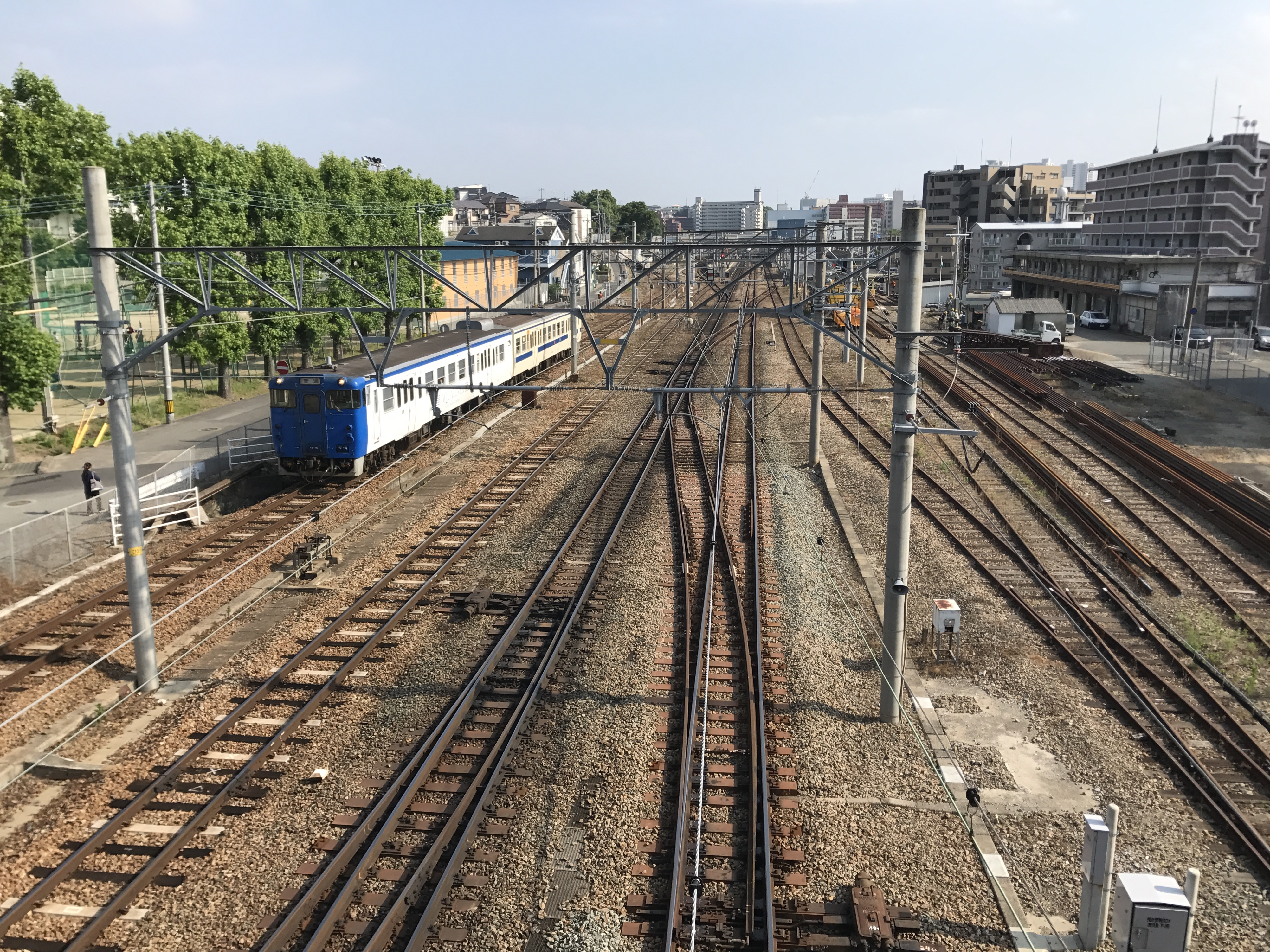
La ligne à Kashii

Cette section, située dans l'aire urbaine des villes de Kitakyūshū et Fukuoka, est la plus fréquentée de la ligne.
| Numéro | Gare                            | Nom japonais         | Distance depuis Mojikō (km) | Correspondances | Localisation | Localisation           |
| ------ | ------------------------------- | -------------------- | --------------------------- | --- | ------------ | ---------------------- |
| JA31   | Mojikō                          | 門司港               | 0                           | Ligne touristique Mojikō Retro                                                                                             | Kitakyūshū   | Préfecture de Fukuoka  |
| JA30   | Komorie                         | 小森江               | 4,0                         | | Kitakyūshū   | Préfecture de Fukuoka  |
| JA29   | Moji                            | 門司                 | 5,5                         | JR Kyushu : Sanyō (interconnexion)                                                                                         | Kitakyūshū   | Préfecture de Fukuoka  |
| -      | Terminal fret de Kitakyūshū     | 北九州貨物ターミナル | 6,9                         | | Kitakyūshū   | Préfecture de Fukuoka  |
| -      | Terminal fret de Higashi-Kokura | 東小倉(貨)           | 9,4                         | | Kitakyūshū   | Préfecture de Fukuoka  |
| JA28   | Kokura                          | 小倉                 | 11,0                        | JR West : Sanyō Shinkansen JR Kyushu : Nippō Monorail de Kitakyūshū : Kokura                                               | Kitakyūshū   | Préfecture de Fukuoka  |
| JA27   | Nishi-Kokura                    | 西小倉               | 11,8                        | JR Kyushu : Nippō | Kitakyūshū   | Préfecture de Fukuoka  |
| -      | Terminal fret de Hama-Kokura    | 浜小倉(貨)           | 13,4                        | | Kitakyūshū   | Préfecture de Fukuoka  |
| JA26   | Kyūshūkōdaimae                  | 九州工大前           | 15,3                        | | Kitakyūshū   | Préfecture de Fukuoka  |
| JA25   | Tobata                          | 戸畑                 | 17,2                        | | Kitakyūshū   | Préfecture de Fukuoka  |
| JA24   | Edamitsu                        | 枝光                 | 20,0                        | | Kitakyūshū   | Préfecture de Fukuoka  |
| JA23   | Space World                     | スペースワールド     | 21,1                        | | Kitakyūshū   | Préfecture de Fukuoka  |
| JA22   | Yahata (ja)                     | 八幡                 | 22,2                        | | Kitakyūshū   | Préfecture de Fukuoka  |
| JA21   | Kurosaki                        | 黒崎                 | 24,9                        | JR Kyushu : Fukuhoku Yutaka Chikutetsu : Chikuho Electric Railroad                                                         | Kitakyūshū   | Préfecture de Fukuoka  |
| JA20   | Jinnoharu                       | 陣原                 | 27,1                        | JR Kyushu : Fukuhoku Yutaka                                                                                                | Kitakyūshū   | Préfecture de Fukuoka  |
| JA19   | Orio                            | 折尾                 | 30,1                        | JR Kyushu : Chikuhō (Fukuhoku Yutaka, Wakamatsu)                                                                           | Kitakyūshū   | Préfecture de Fukuoka  |
| JA18   | Mizumaki                        | 水巻                 | 32,2                        | | Mizumaki     | Préfecture de Fukuoka  |
| JA17   | Ongagawa                        | 遠賀川               | 34,3                        | | Onga         | Préfecture de Fukuoka  |
| JA16   | Ebitsu                          | 海老津               | 39,4                        | | Okagaki      | Préfecture de Fukuoka  |
| JA15   | Kyōikudaimae                    | 教育大前             | 44,6                        | | Munakata     | Préfecture de Fukuoka  |
| JA14   | Akama                           | 赤間                 | 46,5                        | | Munakata     | Préfecture de Fukuoka  |
| JA13   | Tōgō                            | 東郷                 | 50,7                        | | Munakata     | Préfecture de Fukuoka  |
| JA12   | Higashi-Fukuma                  | 東福間               | 53,9                        | | Fukutsu      | Préfecture de Fukuoka  |
| JA11   | Fukuma                          | 福間                 | 56,6                        | | Fukutsu      | Préfecture de Fukuoka  |
| JA10   | Chidori                         | 千鳥                 | 58,5                        | | Koga         | Préfecture de Fukuoka  |
| JA09   | Koga                            | 古賀                 | 60,6                        | | Koga         | Préfecture de Fukuoka  |
| JA08   | Shishibu                        | ししぶ               | 62,0                        | | Koga         | Préfecture de Fukuoka  |
| JA07   | Shingū-Chūō                     | 新宮中央             | 63,7                        | | Shingū       | Préfecture de Fukuoka  |
| JA06   | Fukkōdaimae                     | 福工大前             | 65,1                        | | Fukuoka      | Préfecture de Fukuoka  |
| JA05   | Kyūsandaimae                    | 九産大前             | 68,1                        | | Fukuoka      | Préfecture de Fukuoka  |
| JA04   | Kashii                          | 香椎                 | 69,8                        | JR Kyushu : Kashii | Fukuoka      | Préfecture de Fukuoka  |
| JA03   | Chihaya                         | 千早                 | 71,0                        | Nishitetsu : Kaizuka | Fukuoka      | Préfecture de Fukuoka  |
| JA02   | Hakozaki (ja)                   | 箱崎                 | 75,0                        | | Fukuoka      | Préfecture de Fukuoka  |
| JA01   | Yoshizuka                       | 吉塚                 | 76,4                        | JR Kyushu : Sasaguri (Fukuhoku Yutaka)                                                                                     | Fukuoka      | Préfecture de Fukuoka  |
| 00     | Hakata                          | 博多                 | 78,2                        | JR West : Shinkansen Sanyō, Hakata-Minami JR Kyushu : Kyūshū Shinkansen, Fukuhoku Yutaka Métro de Fukuoka : Kūkō, Nanakuma | Fukuoka      | Préfecture de Fukuoka  |
| JB01   | Takeshita                       | 竹下                 | 80,9                        | | Fukuoka      | Préfecture de Fukuoka  |
| JB02   | Sasabaru                        | 笹原                 | 83,3                        | | Fukuoka      | Préfecture de Fukuoka  |
| JB03   | Minami-Fukuoka                  | 南福岡               | 84,9                        | | Fukuoka      | Préfecture de Fukuoka  |
| JB04   | Kasuga                          | 春日                 | 86,1                        | Nishitetsu : Tenjin Ōmuta (à Kasugabaru)                                                                                   | Kasuga       | Préfecture de Fukuoka  |
| JB05   | Ōnojō                           | 大野城               | 87,4                        | | Ōnojō        | Préfecture de Fukuoka  |
| JB06   | Mizuki                          | 水城                 | 88,8                        | | Ōnojō        | Préfecture de Fukuoka  |
| JB07   | Tofurōminami                    | 都府楼南             | 91,0                        | | Dazaifu      | Préfecture de Fukuoka  |
| JB08   | Futsukaichi                     | 二日市               | 92,4                        | Nishitetsu : Tenjin Ōmuta (à Murasaki)                                                                                     | Chikushino   | Préfecture de Fukuoka  |
| JB09   | Tenpaizan                       | 天拝山               | 94,3                        | Nishitetsu : Tenjin Ōmuta (à Asakuragaidō)                                                                                 | Chikushino   | Préfecture de Fukuoka  |
| JB10   | Haruda                          | 原田                 | 97,9                        | JR Kyushu : Chikuhō (Haruda)                                                                                               | Chikushino   | Préfecture de Fukuoka  |
| JB11   | Keyakidai                       | けやき台             | 99,9                        | | Kiyama       | Préfecture de Saga     |
| JB12   | Kiyama                          | 基山                 | 101,4                       | Amatetsu : Amagi | Kiyama       | Préfecture de Saga     |
| JB13   | Yayoigaoka                      | 弥生が丘             | 103,5                       | | Tosu         | Préfecture de Saga     |
| JB14   | Tashiro                         | 田代                 | 105,6                       | | Tosu         | Préfecture de Saga     |
| -      | Terminal fret de Tosu           | 鳥栖貨物ターミナル   | 105,6                       | | Tosu         | Préfecture de Saga     |
| JB15   | Tosu                            | 鳥栖                 | 106,8                       | JR Kyushu : Nagasaki (interconnexion)                                                                                      | Tosu         | Préfecture de Saga     |
| JB16   | Hizen-Asahi                     | 肥前旭               | 110,4                       | | Tosu         | Préfecture de Saga     |
| JB17   | Kurume                          | 久留米               | 113,9                       | JR Kyushu : Kyūshū Shinkansen, Kyūdai (interconnexion)                                                                     | Kurume       | Préfecture de Fukuoka  |
| JB18   | Araki                           | 荒木                 | 118,8                       | | Kurume       | Préfecture de Fukuoka  |
| JB19   | Nishimuta                       | 西牟田               | 122,6                       | | Chikugo      | Préfecture de Fukuoka  |
| JB20   | Hainuzuka                       | 羽犬塚               | 126,1                       | | Chikugo      | Préfecture de Fukuoka  |
| JB21   | Chikugo-Funagoya                | 筑後船小屋           | 129,7                       | JR Kyushu : Kyūshū Shinkansen                                                                                              | Chikugo      | Préfecture de Fukuoka  |
| JB22   | Setaka                          | 瀬高                 | 132,2                       | | Miyama       | Préfecture de Fukuoka  |
| JB23   | Minami-Setaka                   | 南瀬高               | 135,2                       | | Miyama       | Préfecture de Fukuoka  |
| JB24   | Wataze                          | 渡瀬                 | 139,1                       | | Miyama       | Préfecture de Fukuoka  |
| JB25   | Yoshino                         | 吉野                 | 141,9                       | | Ōmuta        | Préfecture de Fukuoka  |
| JB26   | Ginsui                          | 銀水                 | 144,3                       | Nishitetsu : Tenjin-Ōmuta (à Nishitetsu Ginsui)                                                                            | Ōmuta        | Préfecture de Fukuoka  |
| JB27   | Ōmuta                           | 大牟田               | 147,5                       | Nishitetsu : Tenjin-Ōmuta                                                                                                  | Ōmuta        | Préfecture de Fukuoka  |
| JB28   | Arao                            | 荒尾                 | 151,6                       | | Arao         | Préfecture de Kumamoto |

#### Section Arao - Yatsushiro

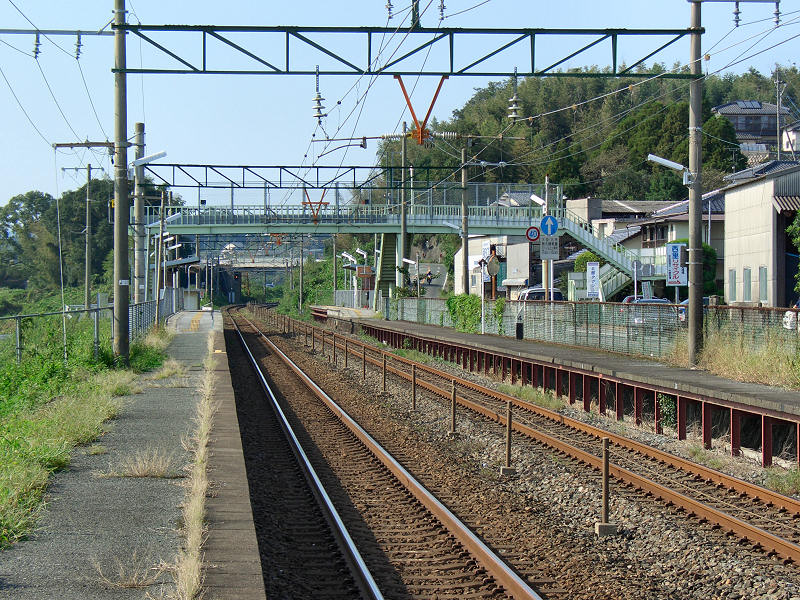
La ligne à Nishisato

Cette section est située dans l'aire urbaine de Kumamoto.
| Gare                      | Nom japonais | Distance depuis Mojikō (km) | Correspondances                                                                      | Localisation | Localisation           |
| ------------------------- | ------------ | --------------------------- | ------------------------------------------------------------------------------------ | ------------ | ---------------------- |
| Arao                      | 荒尾         | 151,6                       |                                                                                      | Arao         | Préfecture de Kumamoto |
| Minami-Arao               | 南荒尾       | 154,8                       |                                                                                      | Arao         | Préfecture de Kumamoto |
| Nagasu                    | 長洲         | 159,4                       |                                                                                      | Nagasu       | Préfecture de Kumamoto |
| Ōnoshimo                  | 大野下       | 164,1                       |                                                                                      | Tamana       | Préfecture de Kumamoto |
| Tamana                    | 玉名         | 168,6                       |                                                                                      | Tamana       | Préfecture de Kumamoto |
| Higo-Ikura                | 肥後伊倉     | 172,8                       |                                                                                      | Tamana       | Préfecture de Kumamoto |
| Konoha                    | 木葉         | 176,7                       |                                                                                      | Gyokutō      | Préfecture de Kumamoto |
| Tabaruzaka                | 田原坂       | 180,2                       |                                                                                      | Kumamoto     | Préfecture de Kumamoto |
| Ueki                      | 植木         | 184,6                       |                                                                                      | Kumamoto     | Préfecture de Kumamoto |
| Nishisato                 | 西里         | 188,8                       |                                                                                      | Kumamoto     | Préfecture de Kumamoto |
| Sōjōdaigakumae            | 崇城大学前   | 191,7                       |                                                                                      | Kumamoto     | Préfecture de Kumamoto |
| Kami-Kumamoto             | 上熊本       | 193,3                       | Kumaden : Kikuchi Tramway de Kumamoto : B                                            | Kumamoto     | Préfecture de Kumamoto |
| Kumamoto                  | 熊本         | 196,6                       | JR Kyushu : Kyūshū Shinkansen, Hōhi Tramway de Kumamoto : A                          | Kumamoto     | Préfecture de Kumamoto |
| Terminal fret de Kumamoto | 熊本(貨)     | 197,9                       |                                                                                      | Kumamoto     | Préfecture de Kumamoto |
| Nishi-Kumamoto            | 西熊本       | 199,8                       |                                                                                      | Kumamoto     | Préfecture de Kumamoto |
| Kawashiri                 | 川尻         | 201,9                       |                                                                                      | Kumamoto     | Préfecture de Kumamoto |
| Tomiai                    | 富合         | 205,3                       |                                                                                      | Kumamoto     | Préfecture de Kumamoto |
| Uto                       | 宇土         | 207,5                       | JR Kyushu : Misumi                                                                   | Uto          | Préfecture de Kumamoto |
| Matsubase                 | 松橋         | 212,3                       |                                                                                      | Uki          | Préfecture de Kumamoto |
| Ogawa                     | 小川         | 218,5                       |                                                                                      | Uki          | Préfecture de Kumamoto |
| Arisa                     | 有佐         | 223,5                       |                                                                                      | Yatsushiro   | Préfecture de Kumamoto |
| Senchō                    | 千丁         | 227,6                       |                                                                                      | Yatsushiro   | Préfecture de Kumamoto |
| Shin-Yatsushiro           | 新八代       | 229,5                       | JR Kyushu : Kyūshū Shinkansen                                                        | Yatsushiro   | Préfecture de Kumamoto |
| Yatsushiro                | 八代         | 232,3                       | JR Kyushu : Hisatsu Hisatsu Orange Railway : Hisatsu Orange Railway (interconnexion) | Yatsushiro   | Préfecture de Kumamoto |

#### Section Yatsushiro - Sendai
Cette section est exploitée depuis 2004 sous le nom de ligne Hisatsu Orange Railway.

#### Section Sendai - Kagoshima

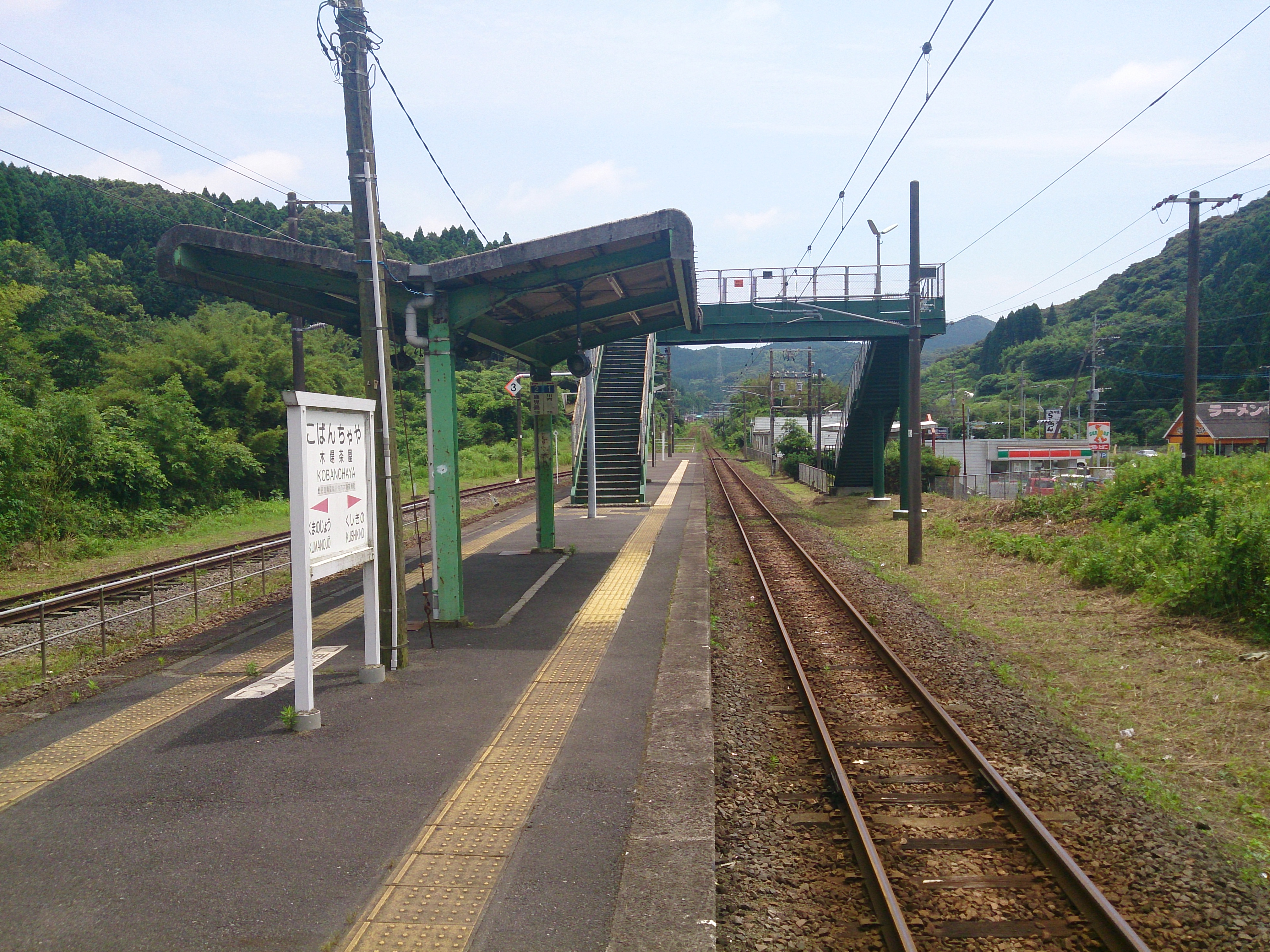
La ligne à Kobanchaya

Cette section est située dans l'aire urbaine de Kagoshima.
| Gare              | Nom japonais | Distance depuis Sendai (km) | Correspondances                                                                                | Localisation    | Localisation            |
| ----------------- | ------------ | --------------------------- | ---------------------------------------------------------------------------------------------- | --------------- | ----------------------- |
| Sendai            | 川内         | 0                           | JR Kyushu : Kyūshū Shinkansen Hisatsu Orange Railway : Hisatsu Orange Railway (interconnexion) | Satsumasendai   | Préfecture de Kagoshima |
| Kumanojō          | 隈之城       | 2,6                         |                                                                                                | Satsumasendai   | Préfecture de Kagoshima |
| Kobanchaya        | 木場茶屋     | 5,7                         |                                                                                                | Satsumasendai   | Préfecture de Kagoshima |
| Kushikino         | 串木野       | 12,0                        |                                                                                                | Ichikikushikino | Préfecture de Kagoshima |
| Kamimuragakuenmae | 神村学園前   | 14,2                        |                                                                                                | Ichikikushikino | Préfecture de Kagoshima |
| Ichiki            | 市来         | 16,6                        |                                                                                                | Ichikikushikino | Préfecture de Kagoshima |
| Yunomoto          | 湯之元       | 20,4                        |                                                                                                | Hioki           | Préfecture de Kagoshima |
| Higashi-Ichiki    | 東市来       | 22,9                        |                                                                                                | Hioki           | Préfecture de Kagoshima |
| Ijūin             | 伊集院       | 28,8                        |                                                                                                | Hioki           | Préfecture de Kagoshima |
| Satsuma-Matsumoto | 薩摩松元     | 34,1                        |                                                                                                | Kagoshima       | Préfecture de Kagoshima |
| Kami-Ijūin        | 上伊集院     | 36,5                        |                                                                                                | Kagoshima       | Préfecture de Kagoshima |
| Hiroki            | 広木         | 41,5                        |                                                                                                | Kagoshima       | Préfecture de Kagoshima |
| Kagoshima-Chūō    | 鹿児島中央   | 46,1                        | JR Kyushu : Kyūshū Shinkansen, Ibusuki Makurazaki Tramway de Kagoshima : 2                     | Kagoshima       | Préfecture de Kagoshima |
| Kagoshima         | 鹿児島       | 49,3                        | JR Kyushu : Nippō Tramway de Kagoshima : 1, 2                                                  | Kagoshima       | Préfecture de Kagoshima |